# Salzkammergut-Berge
Die Salzkammergut-Berge (meist Osterhorngruppe genannt) sind eine Gebirgsgruppe der Nördlichen Kalkalpen in den Ostalpen, umfassen aber am Nordrand auch die Voralpengipfel der Flyschzone.
Die Berge befinden sich vollumfänglich in Österreich. Die Berge rund um die Salzorte Bad Ischl und Hallstatt liegen v. a. im Bundesland Oberösterreich, randlich reichen die Berge auch ins Bundesland Salzburg hinein. Historisch besser dürfte den Salzburger Anteil betreffend der inhaltlich sehr ähnliche, weitum übliche Begriff Osterhorngruppe sein.

## Zum Begriff
Die Definition und Umgrenzung der Salzkammergut-Berge als Gebirgsgruppe folgt in diesem Beitrag der Alpenvereinseinteilung der Ostalpen (AVE) von 1984. In anderen Staaten des Alpenraums oder außerhalb sowie bei anderen Fach- und Interessengruppen sind teilweise andere Einteilungen der Alpen und Umgrenzungen von Untergruppen gebräuchlich. Meyers Konversations-Lexikon 1888 spricht etwa noch von Salzkammergutalpen und zählt Tennengebirge, eine Dachsteingruppe mit dem Kammergebirge, Sengsengebirge und den Pyhrgas hinzu. Diese spätromantisch geprägte Einteilung wird heute nicht mehr verwendet. Das Salzkammergut ist im Ursprung das alte habsburgische Gut samt den Bergen um die Salzstätten von Hallstatt und Ischl als Gegenpol zum Salzburger Salzgut um Hallein und den Dürrnberg. Das Stadtgebiet von Salzburg und Hallein heute teilweise zum Salzkammergut und seinen Bergen zu zählen ist historisch aber widersinnig.

## Umgrenzung
Im Norden bildet das Alpenvorland die Grenze zwischen dem Austritt der Salzach ins Alpenvorland bei Salzburg und dem Austritt der Traun ins Alpenvorland bei Gmunden. Die Grenze im Osten wird von der Traun gebildet vom Traunsee flussaufwärts bis zum Hallstätter See. Im Süden verläuft die Grenze vom Hallstätter See entlang des Gosaubachs bis Gosau und zum Pass Gschütt. Von dort geht es entlang des Rußbachs abwärts bis zur Lammer und zur Mündung in die Salzach bei Golling. Im Westen verläuft die Grenze entlang der Salzach von der Einmündung der Lammer flussabwärts bis Salzburg. (Die erzbischöfliche Salzstadt Hallein in seinem Ostteil zum Salzkammergut, d. h. zum erweiterten Gut um die Salzlager von Bad Ischl und Hallstatt zuzuordnen, erscheint historisch nicht nachvollziehbar.)

## Benachbarte Gebirgsgruppen
Die Salzkammergut-Berge grenzen an die folgenden anderen Gebirgsgruppen der Alpen:
- Berchtesgadener Alpen (im Westen)
- Tennengebirge (im Süden)
- Dachsteingebirge (im Süden)
- Totes Gebirge (im Südosten)
- Oberösterreichische Voralpen (im Osten)

Im Norden grenzen die Salzkammergut-Berge an das Alpenvorland, der Pass Gschütt verbindet die Salzkammergut-Berge mit der Dachsteingruppe.

## Gebirgsgruppen und Gipfel

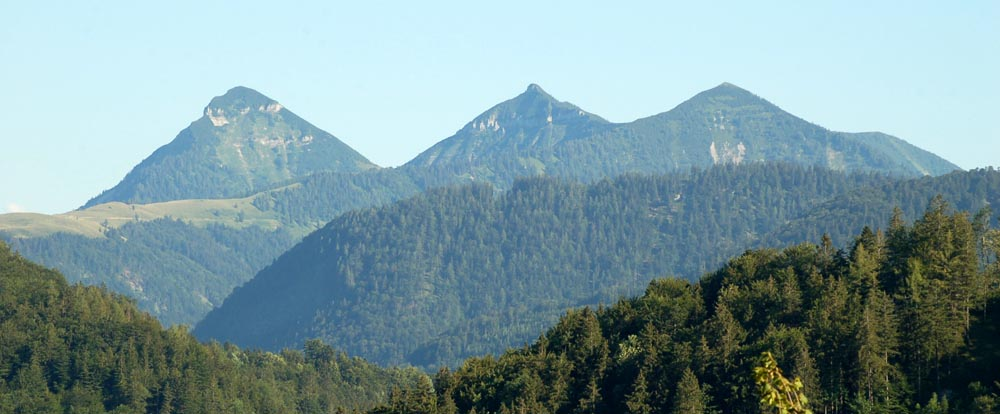
Osterhorngruppe von Faistenau
Gennerhorn, Gruberhorn und Regenspitz von Nordwest

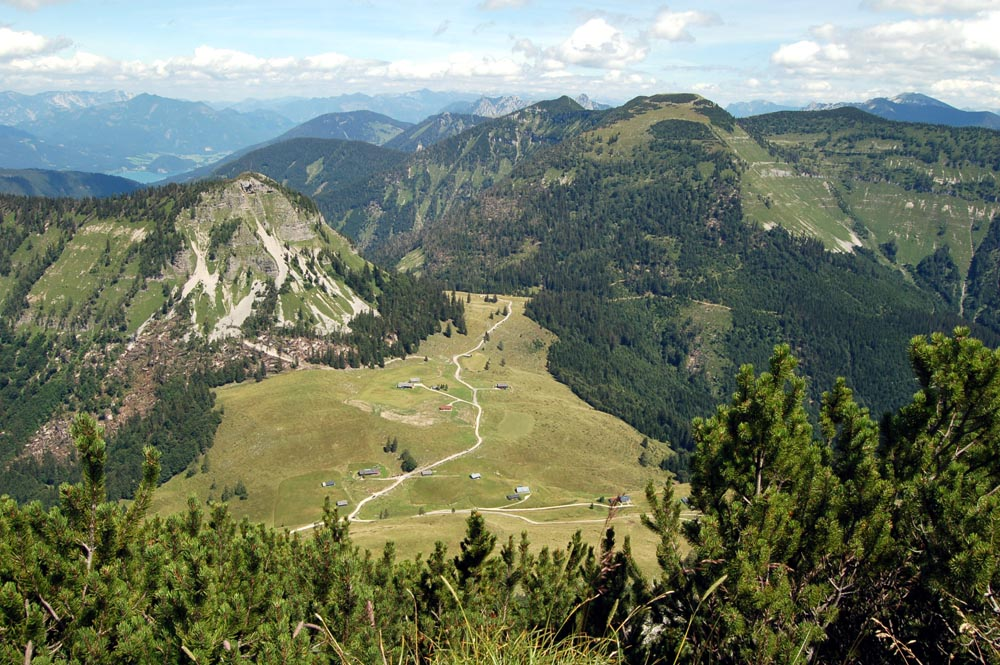
Genneralm darüber Osterhorn (im Hintergrund), davor Hoher Zinken

Die Salzkammergut-Berge gliedern sich in zwei Gebiete, die sich nicht orographisch, sondern politisch definieren:
- Salzkammergut-Voralpen i. e. S. (Oberösterreichischen Raumordnungszone), als Teil der Oberösterreichischen Voralpen im landeskundlichen Sinne
- Salzburger Voralpen, der östliche Teil der Osterhorngruppe und deren Vorberge zum Alpenvorland, bis an die Grenzen des Salzburger Beckens

Dabei folgt die Landesgrenze grob den Gratlinien Kolomannsberg – Nordkante Almkogelgruppe – mitten durch die Schafberg-Gruppe – Westteil Osterhorngruppe und dann Gosaukamm zum Dachstein.
Die Gebirgsgruppe gliedert sich:
- Osterhorngruppe zwischen Lammer, Salzach, Postalm, Wolfgangsee:
  - Egelseehörndl (1782 m)
  - Hoher Zinken (1764 m)
  - Osterhorn (1748 m)
  - Faistenauer Schafberg (1559 m)
  - Schlenken (Berg) (1648 m)
  - Schmittenstein (1695 m)
  - Wieserhörndl (1567 m)
  - Zwölferhorn (1522 m)
  - Sparber (1502 m)
  - Schwarzenberg (1334 m)
  - Gaisberg (1287 m)
  - Heuberg (901 m)
  - Haunsberg (835 m)
- Gamsfeldgruppe zwischen Traun, Postalm und Lammer:
  - Gamsfeld (2027 m), der höchste Berg der gesamten Gruppe
  - Rinnkogel (1822 m)
  - Braunedlkogel (1894 m)
  - Katergebirge (Rosskopf 1659 m)

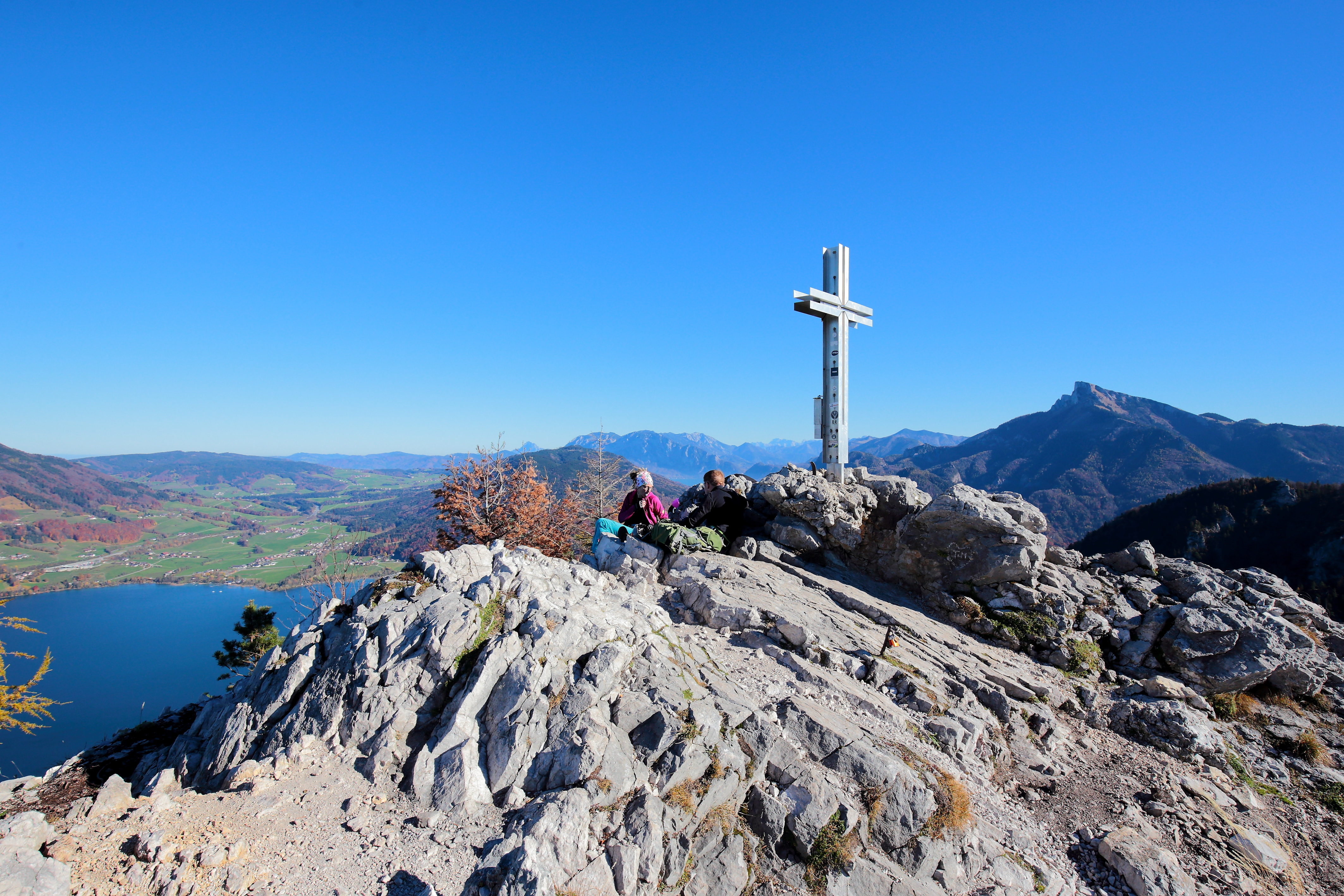
Gipfelkreuz am 1060 Meter hohen Vorgipfel der Drachenwand. Rechts vom Gipfelkreuz der Schafberg und links davon das Höllengebirge

- Schafberggruppe zwischen Wolfgangsee, Attersee, Mondsee und Fuschlsee:
  - Schafberg (1782 m)
  - Leonsberg (1745 m)
  - Schober (1328 m)
  - Drachenwand (1176 m)
  - Plomberg (1105 m)
- Höllengebirge
  - Großer Höllkogel (1862 m)
  - Brunnkogel (1708 m)
- Traunsee-Attersee-Berge (Traun- und Atterseer Flyschberge), Flyschzone zwischen Traunsee und Attersee:
  - Richtberg (1036 m)
  - Hongar (Alpenberg 943 m)
- Mondseer Flyschberge
  - Attersee-Mondsee-Berge zwischen Attersee und Mondsee: Hochplett 1134 m, Kulmspitze 1095 m und Roßmoos 1015 m
  - Kolomannsberg (1114 m) zwischen Mondsee und Wallersee

Die Ausseer Berge werden nach AVE zu anderen Gebirgsgruppen gezählt:
- Sarstein (1975 m), markanter Stock bei Bad Aussee zum Dachsteingebirge (AVE Nr. 14, Dachsteingruppe i. w. S.)
- Sandling (1717 m), der Salzberg von Altaussee als Vorberg zum Toten Gebirge (AVE Nr. 15)

## Liste von Gipfeln nach Schartenhöhe
| Nr. | Gipfel                | Höhe (m) | Schartenhöhe (m) | Bezugsscharte                           |
| --- | --------------------- | -------- | ---------------- | --------------------------------------- |
| 01. | Großer Höllkogel      | 1862     | 1294             | Stehrerau 568 m                         |
| 02. | Schafberg             | 1782     | 1178             | Scharflinger Höhe 604 m                 |
| 03. | Gamsfeld              | 2027     | 1070             | Pass Gschütt 957 m                      |
| 04. | Leonsberg (Zimnitz)   | 1745     | 0973             | Moosalm 772 m                           |
| 05. | Schwarzer Berg        | 1584     | 0720             | Putzenbauer 864 m                       |
| 06. | Schwarzenberg         | 1334     | 0668             | Hinterwinkl 666 m                       |
| 07. | Egelseehörndl         | 1781     | 0597             | Lienbachhof 1185 m                      |
| 08. | Gaisberg              | 1293     | 0592             | Hinterschroffenau 701 m                 |
| 09. | Rinnkogel             | 1822     | 0578             | Scharte zum Kleinen Schoberstein 1245 m |
| 10. | Hochplettspitz        | 1134     | 0569             | Haarberg 565 m                          |
| 11. | Schober               | 1328     | 0568             | Einsiedl 760 m                          |
| 12. | Sparber               | 1502     | 0522             | Schartenalm 980 m                       |
| 13. | Breitenberg           | 1412     | 0515             | Fachbergsattel 897 m                    |
| 14. | Faistenauer Schafberg | 1559     | 0514             | Schafbachalm 1045 m                     |
| 15. | Filbling              | 1307     | 0485             | Perfalleck 822 m                        |
| 16. | Kolomansberg          | 1114     | 0478             | Bärental 636 m                          |

## Tourismus
Die Gipfelhöhe der Salzkammergut-Berge ist vergleichsweise bescheiden. Mit Ausnahme eines Gipfels wird die 2000-Meter-Marke nicht erreicht. Die Berge liegen im seenreichsten Gebiet der Nördlichen Kalkalpen, dem Salzkammergut. Die landschaftliche Vielfalt wie auch die Fernsicht auf die höheren benachbarten Gebirgsgruppen machen die Salzkammergut-Berge zu einem idealen Gebiet für Bergwanderer.

### Hütten

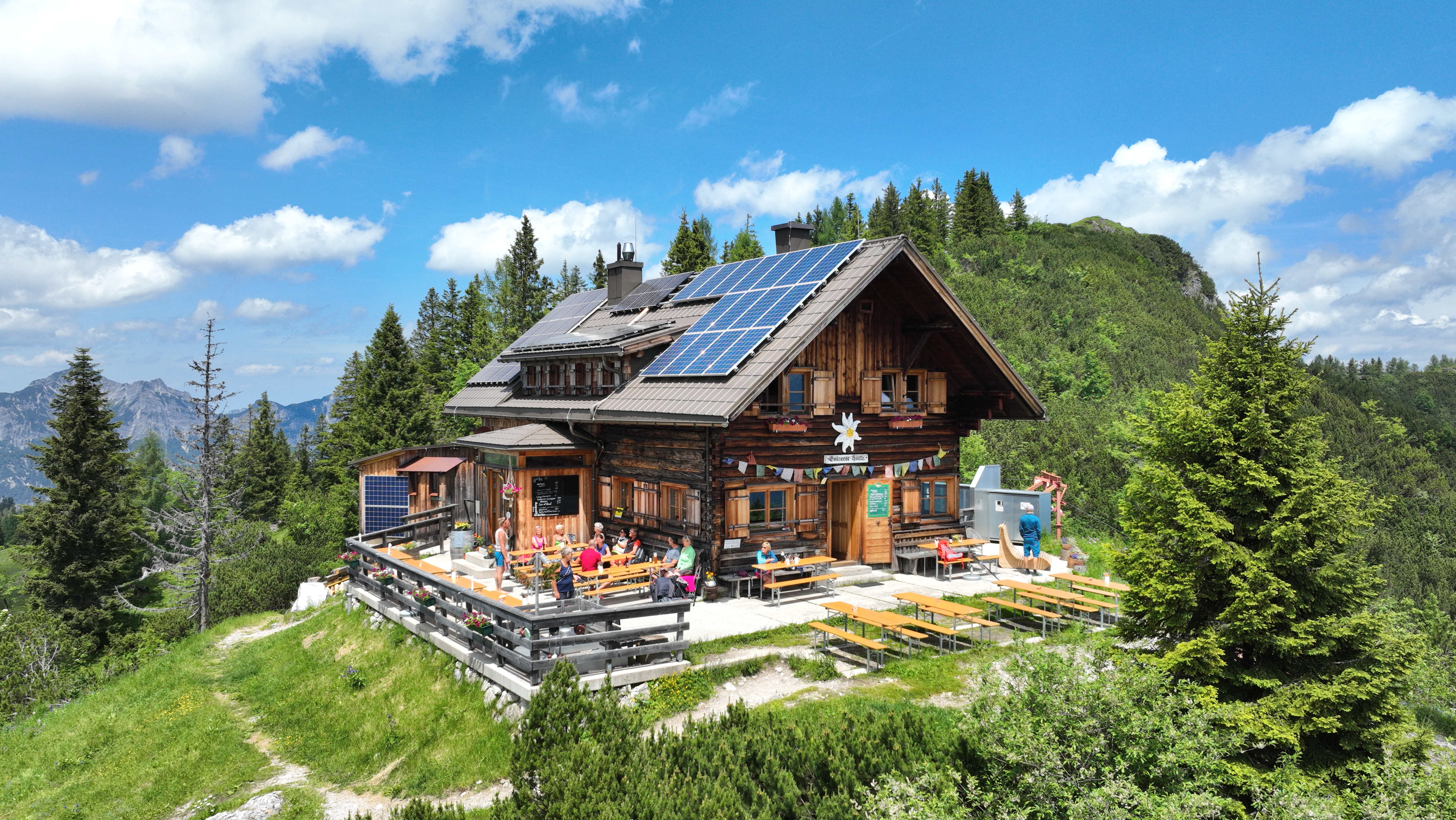
Die Goiserer Hütte auf 1592 m Höhe bei Bad Goisern

In den Salzkammergut-Bergen befinden sich die folgenden Hütten des Alpenvereins:
- Braunauer Hütte bei St. Gilgen
- Goiserer Hütte bei Bad Goisern
- Hochleckenhaus bei Taferlklause
- Kranabethhütte bei Ebensee
- Rieder Hütte am Feuerkogel/Ebensee
- Schoberhütte bei Fuschl (unbewirtschaftete Notunterkunft)

### Fern-/Weitwanderwege
- Die Via Alpina, ein grenzüberschreitender Weitwanderweg mit fünf Teilwegen durch die ganzen Alpen, verläuft mit einer Etappe durch die Salzkammergut-Berge. Der Violette Weg der Via Alpina verläuft mit der Etappe A32 von Bad Goisern nach Gosau über die Goisererhütte.
- Der Weitwanderweg 04 Voralpenweg quert die Salzkammergutberge auf der Route Traunsee – Feuerkogel – Höllengebirge – Weißenbach und Burgau am Attersee – Schafberg – Wolfgangsee – Fuschlsee – Faistenau – Ebenau – Gaisberg – Salzburg.
- Der Rupertiweg (Weitwanderweg 10) streift die Salzkammergutberge am Haunsberg.
- Die Via Nova lauft über Mondsee und endet in Sankt Wolfgang.